# 一体何が今日の家庭をこれほどに変え、魅力あるものにしているのか
『一体何が今日の家庭をこれほどに変え、魅力あるものにしているのか』（いったいなにがこんにちのかていをこれほどにかえ みりょくあるものにしているのか、Just what is it that makes today's homes so different, so appealing?）はイギリスの画家リチャード・ハミルトンによるコラージュ。大きさは10.25 in (260 mm) × 9.75 in (248 mm). 現在はドイツ、テュービンゲンのテュービンゲン美術館にある。偶像的な地位をなした最初のポップアート作品である。

## 来歴

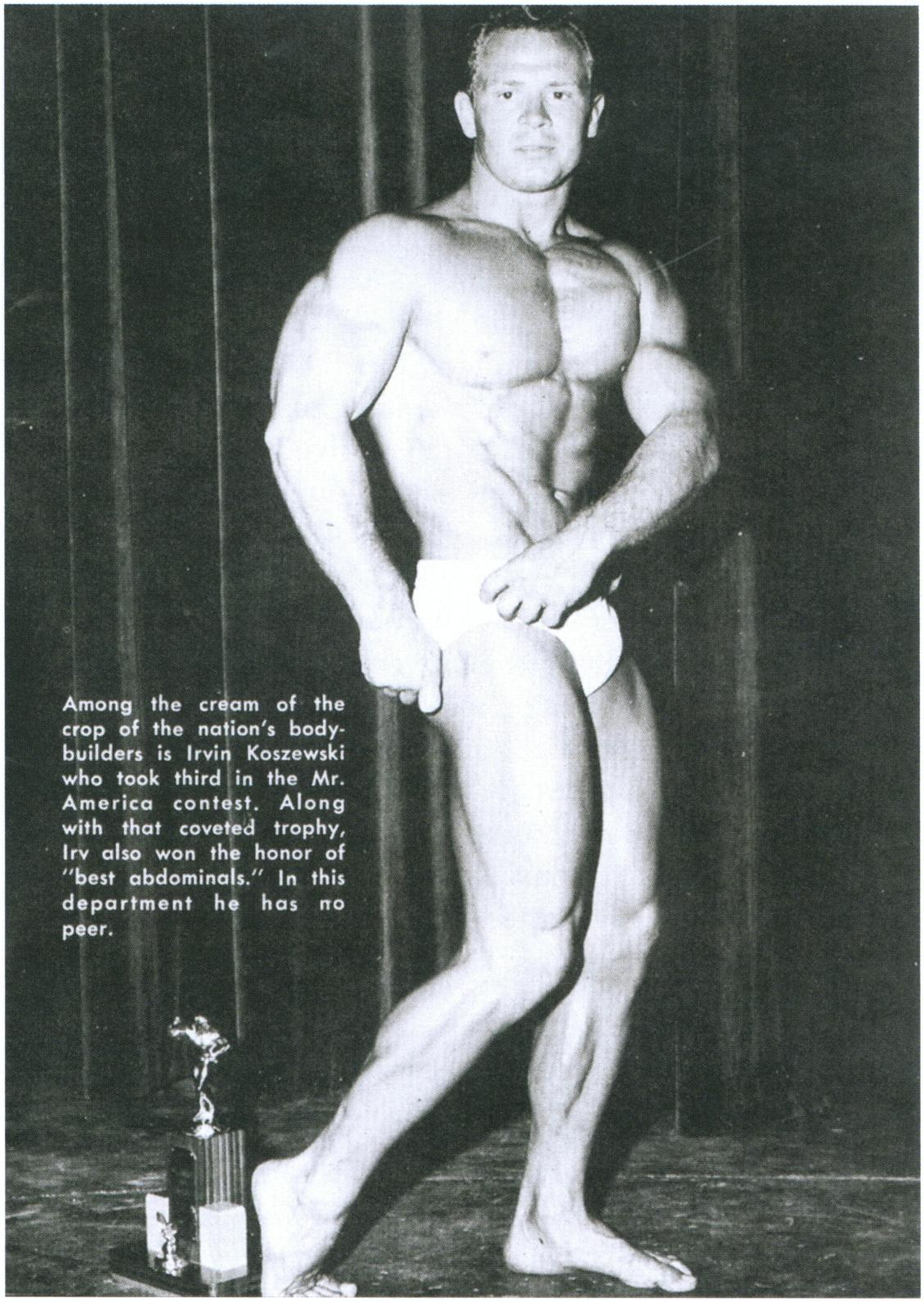
この作品に使用されたIrvin "Zabo" Koszewskiの写真

イギリスのロンドンで行われた展覧会This Is Tomorrowのカタログのために1956年に制作された。そこでは白黒で複写されている。さらに、展示用のポスターとしても使用された。ハミルトンは友人であるジョン・マクヘイルとJohn Voelckerと協力して部屋を作り出し、これは展覧会で最も有名な部分となった。
ハミルトンはその後、いくつかの作品を制作し、ポップアートのコラージュの主題と構成を再処理した。その中の作品には女性ボディビルダー、Bernie Priceに焦点を当てた1992 versionなどがある。

## コラージュの元
美術史家Paul Stonardによる2007年の記事によると、コラージュの大部分はアメリカの雑誌から取られたものである。主要となっているテンプレートは、Ladies Home JournalのArmstrong Floorsに向けた広告の中にある現代の居間の典型的なものであり、それにより「床の上の現代の流行」を描写している。タイトルもその広告に書かれていた"Just what is it that makes today's homes so different, so appealing? Open planning of course — and a bold use of color."という言葉からそのまま取られている。ボディビルダーはIrvin "Zabo" Koszewskiという1954年にミスターロサンゼルスになった人物であり、その写真は雑誌Tomorrow's Manの1954年9月号から取られている。芸術家のJo Baerは若いころ成人向け雑誌でモデルをしていたため、自身がソファの上にいる女性だと言っているが、この写真の元となった雑誌は特定されていない。階段はフーバー社の新モデル"Constellation"の広告からとられており、前述のLadies Home Journalの同じ号1955年6月号に載っていた広告である。Young Romanceの表紙の画像は、姉妹出版物であるYoung Love (1950年の第15号)に掲載された雑誌広告からであった。テレビはStromberg-Carlson社製のものであり、1955年の広告から取られている。敷物はウィットリー湾のビーチで群衆を描写した写真を引き伸ばしたものとハミルトンが断言している。天井にある地球はライフ（1955年9月）からの切り出しである。コラージュに使うためにハミルトンに渡されたライフからの原物の参考画像は、イェール大学のジョン・マクヘイルのアーカイブにある。これはコラージュの中に置かれた最初の画像のうちの1つであった。肖像画のビクトリア風の男は誰か特定されていない。椅子の上の雑誌は電報の先駆者サミュエル・モールスにより設立されたThe Journal of Commerceの1冊である。テープレコーダーはイギリス製ブージー・アンド・ホークスのレポーターであるが、画像元は特定されていない。窓からの景色は1927年にアル・ジョンソン主演の初期のトーキー映画『ジャズ・シンガー』の初演の際の映画館の外の様子を広範囲に複写した写真である。実際の元画像のソースはまだ見つかっていない。

## 権利の所在
2006年、ジョン・マクヘイルの息子ジョン・マクヘイル・ジュニアはこのように言っている。「父は自分がコラージュの最初のきっちりしたデザインと象徴的な素材（素材が多く収められた雑誌）を提供したのだから、自分がこの作品の作成者だと主張している」。同じく「素材は父のものであり、それを父が研究していたイェール大学からハミルトンへ送った。ハミルトンの役割はマクヘイルのデザインに従って『機械的に』切り出して張り付けることだった」と言っている。
ハミルトンは「馬鹿げている。このコラージュはここ50年にわたり広く複製されており、少なくとも自分が知る限りではジョン・マクヘイル・シニアが生きている間に権利について論争になったことは一度もなかった」と返答している。ハミルトンによると、マクヘイルはThis is Tomorrowの展覧会カタログのための6ページの粗いレイアウトを提供したが、ハミルトンは2枚しか使わずこのコラージュを含む他のページは自分で作成した。画像元となったアメリカの雑誌はマグダとフランク・コーデルのコレクションからのもので、その画像の切り取りはハミルトンの妻Terry O'Reillyとマグダ・コーデルが行った。
マグダ・コーデルはこのように言っている。「もちろんリチャードは集まりのために有名なポスターコラージュを寄せ集めている一方（一体何が今日の家庭をこれほどに変え、魅力あるものにしているのか）、コラージュの素材の一部はジョン・マクヘイルからのものであり、テリー・ハミルトンと私は画像を集めるのを手伝いました。私たちはよく仕事場でジョンと私が共有したものを探しました。あのポスターを見ると時々、仕事場があったクリーブランドスクエアの今のように思えてきますが、これは私の想像だけかもしれません」

## 大衆文化における言及
元Fatal Flowersのフロントマン、リチャード・ジャンセン率いるオランダのポップバンドShineが1995年春にリリースした3枚のEP(Popmusic, This is It and Are Friends Electric?)の後ろにこの作品の画像を使っている。
2007年、セルビアと旧ユーゴスラビアのニュー・ウェイヴバンド、VIS Idoliがリリースしたcareer spanning box setにおいて、この作品の画像をボックスセットカバーの基礎として使っている。